# Образование в Бахрейне

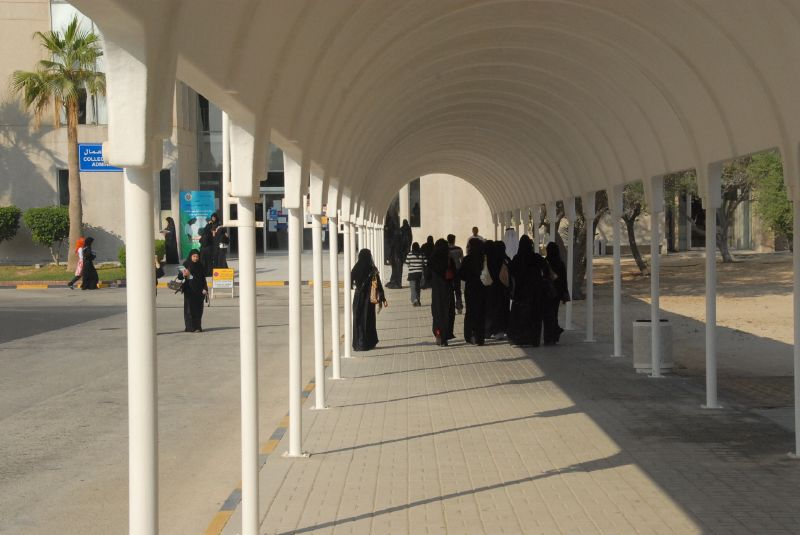
Студенты в Бахрейнском университете

В Бахрейне самая старая система государственного образования на Аравийском полуострове. Система была создана в 1932 году, когда правительство Бахрейна взяло на себя ответственность за управление двумя ранее существовавшими начальными государственными школами для мальчиков. Впоследствии в течение XX века были созданы отдельные женские школы и различные университеты. По данным переписи населения 2010 года, уровень грамотности в Бахрейне составляет 94,6%. По состоянию на 2016 год расходы на образование составляют 2,7% ВВП Бахрейна.
За образование в стране отвечает министерство образования.

## История

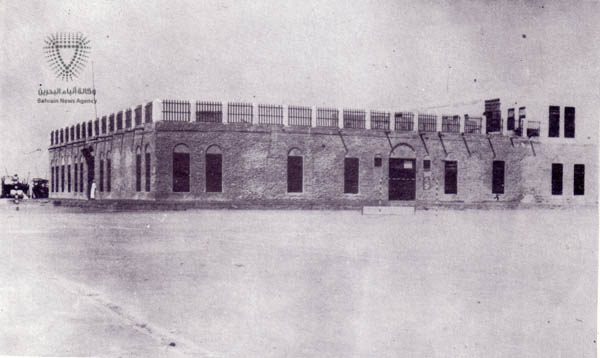
Школа для мальчиков Аль-Хидайя Аль-Халифия.

Медресе были единственным источником образования в Бахрейне до XX века; такие школы были в первую очередь посвящены изучению Корана. Первой современной школой, открывшейся в стране, была миссионерская начальная школа, созданная в 1899 году в Манаме Реформатской церковью в Америке, в школьную программу которой входили английский язык, математика и изучение христианства. Ведущие купцы страны отправляли своих детей в школу, которая впоследствии стала известна как Американская миссионерская школа. В 1980 году она была переименована в школу Аль-Раджа и действует по сей день.
Родители, которые могли позволить себе финансировать учёбу своих детей, часто отправляли их в школы Бомбея или Багдада. Семьи преимущественно религиозного происхождения часто отправляли своих детей в религиозные учреждения в регионе, в медресе в Мекке и Эль-Хасе (Аравия) для студентов-суннитов и в Наджаф и Кербелу для студентов-шиитов. В результате этого традиционного религиозного образования к американской миссионерской школе было приковано негативное клеймо, и лишь немногие родители осмелились отправить своих детей в школу. До открытия государственной школы в стране шииты и сунниты мало общались во время учёбы.

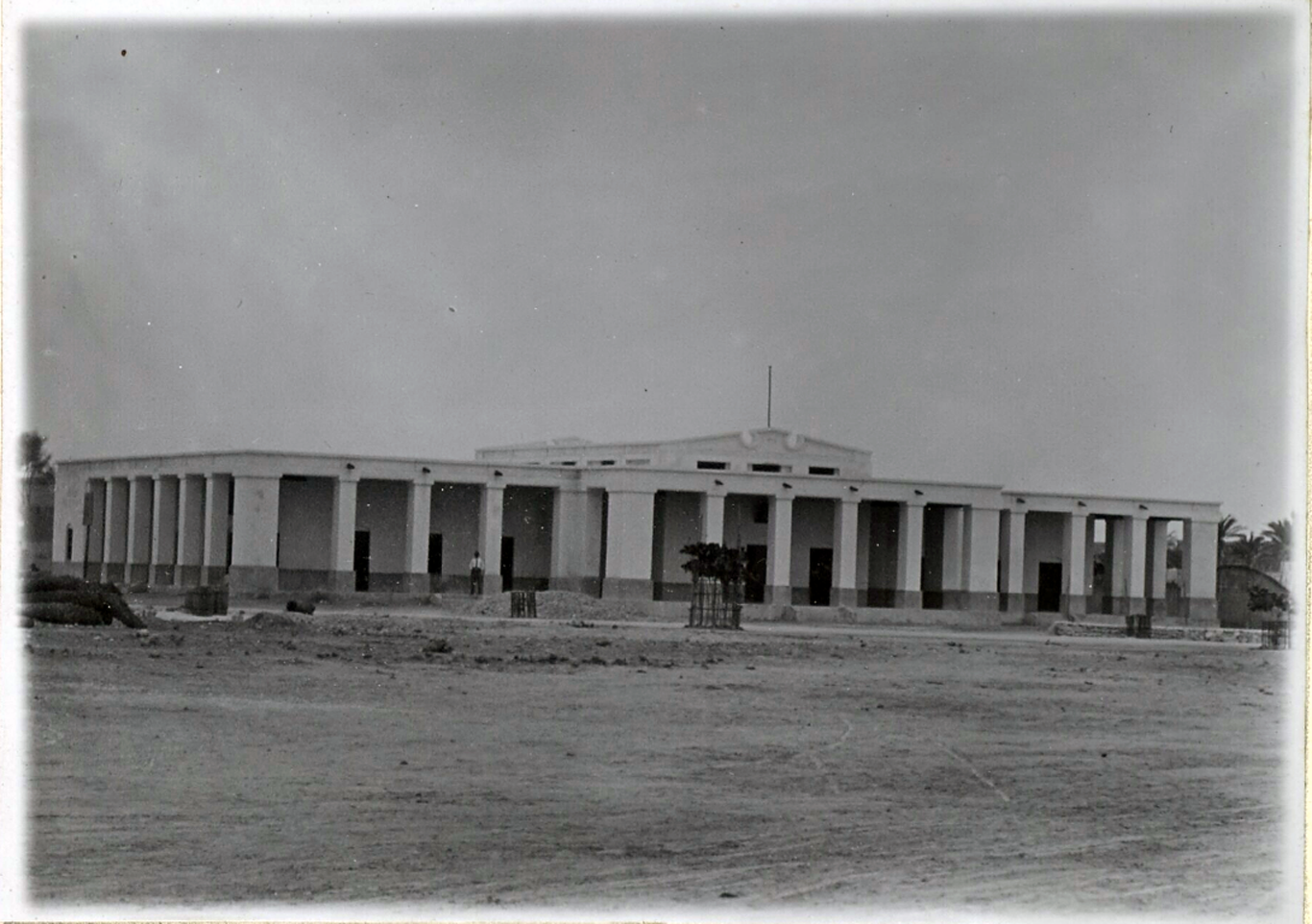
Школа Джафария в Манаме, 1931 год.

После окончания Первой мировой войны западные идеи получили более широкое распространение в стране, кульминацией чего стало открытие первой государственной школы Бахрейна, школы для мальчиков Аль-Хидайя Аль-Халифия, на острове Мухаррак в 1919 году. Школа была основана видными гражданами Мухаррака и одобрена королевской семьей Бахрейна. Первый в стране Комитет по образованию был создан несколькими ведущими бахрейнскими купцами во главе с шейхом Абдуллой бин Иса Аль-Халифа, сыном тогдашнего правителя Бахрейна Исы ибн Али Аль Халифа, исполнявшего обязанности де-факто министра образования. Комитет по образованию также отвечал за управление школой для мальчиков Аль-Хидайя. На самом деле школа была детищем шейха Абдуллы, который предложил эту идею после возвращения с празднования окончания Первой мировой войны в Англии.
В 1926 году в столице Манаме открылась вторая государственная школа для мальчиков. Два года спустя, в 1928 году, была открыта первая государственная школа для девочек. Из-за финансовых трудностей, с которыми столкнулся Комитет по образованию, правительство Бахрейна в 1930 году взяло школы под свой контроль.

## Государственные школы

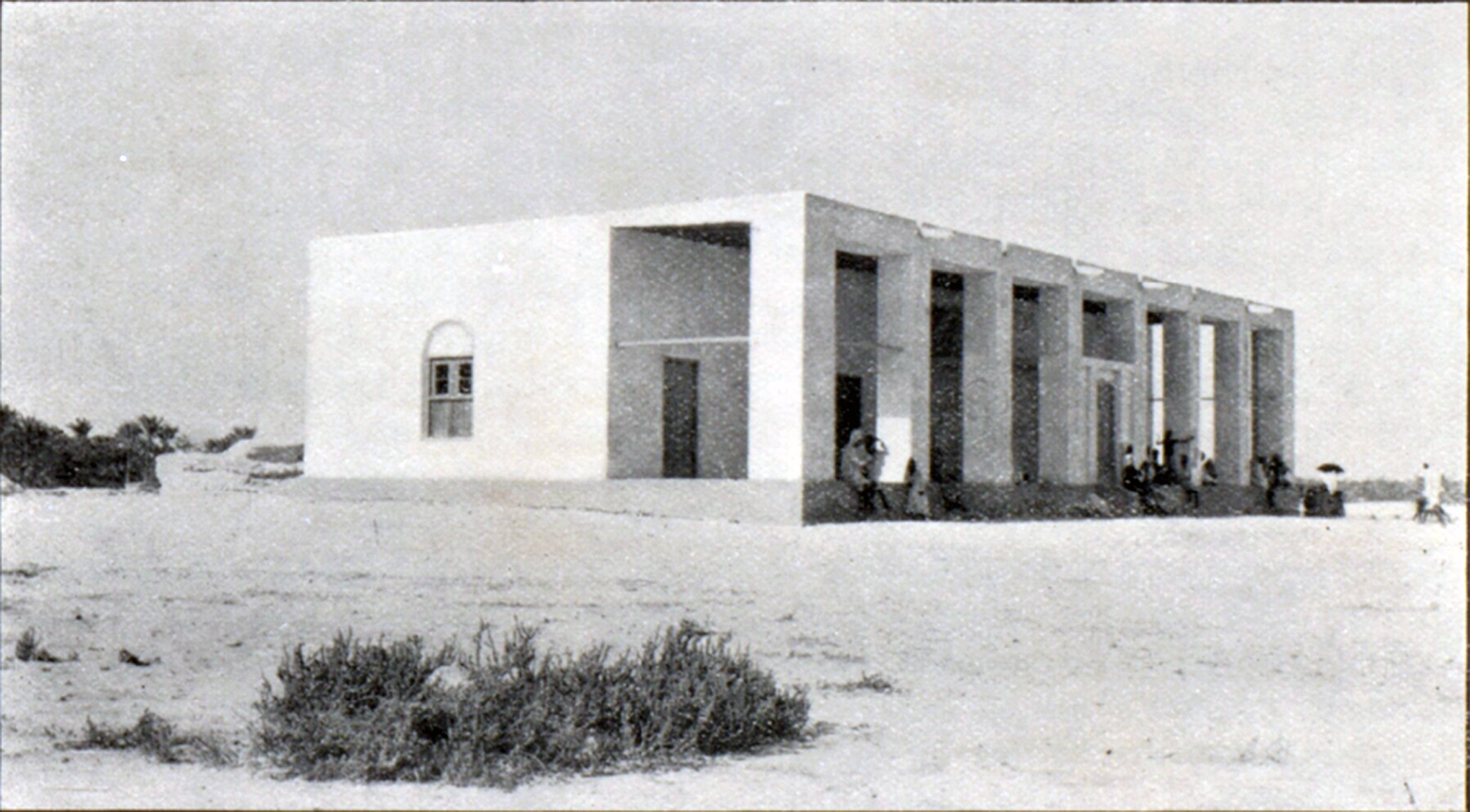
Однокомнатная школа, ок. 1937 года.

В 1991/92 учебном году в 129 государственных школах обучалось 99 348 учащихся. Образование в государственной системе, в которую входили шестилетние начальные школы, трёхлетние средние школы и трёхлетние светские средние школы, является бесплатным. Учащиеся получают бесплатный проезд в школу и обратно. Почти все дети в возрасте от шести до одиннадцати лет посещают начальную школу, и около двух третей всех детей в возрасте от двенадцати до четырнадцати лет посещают промежуточные школы.

## Частные школы

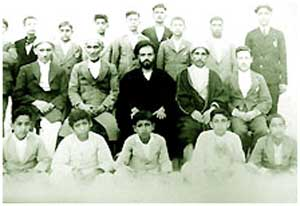
Учащиеся персидской школы в 1939 году.

Помимо Американской миссионерской школы, в 1910 году была открыта ещё одна иностранная частная школа: школа Аль-Иттихад, финансируемая персидской общиной Бахрейна.

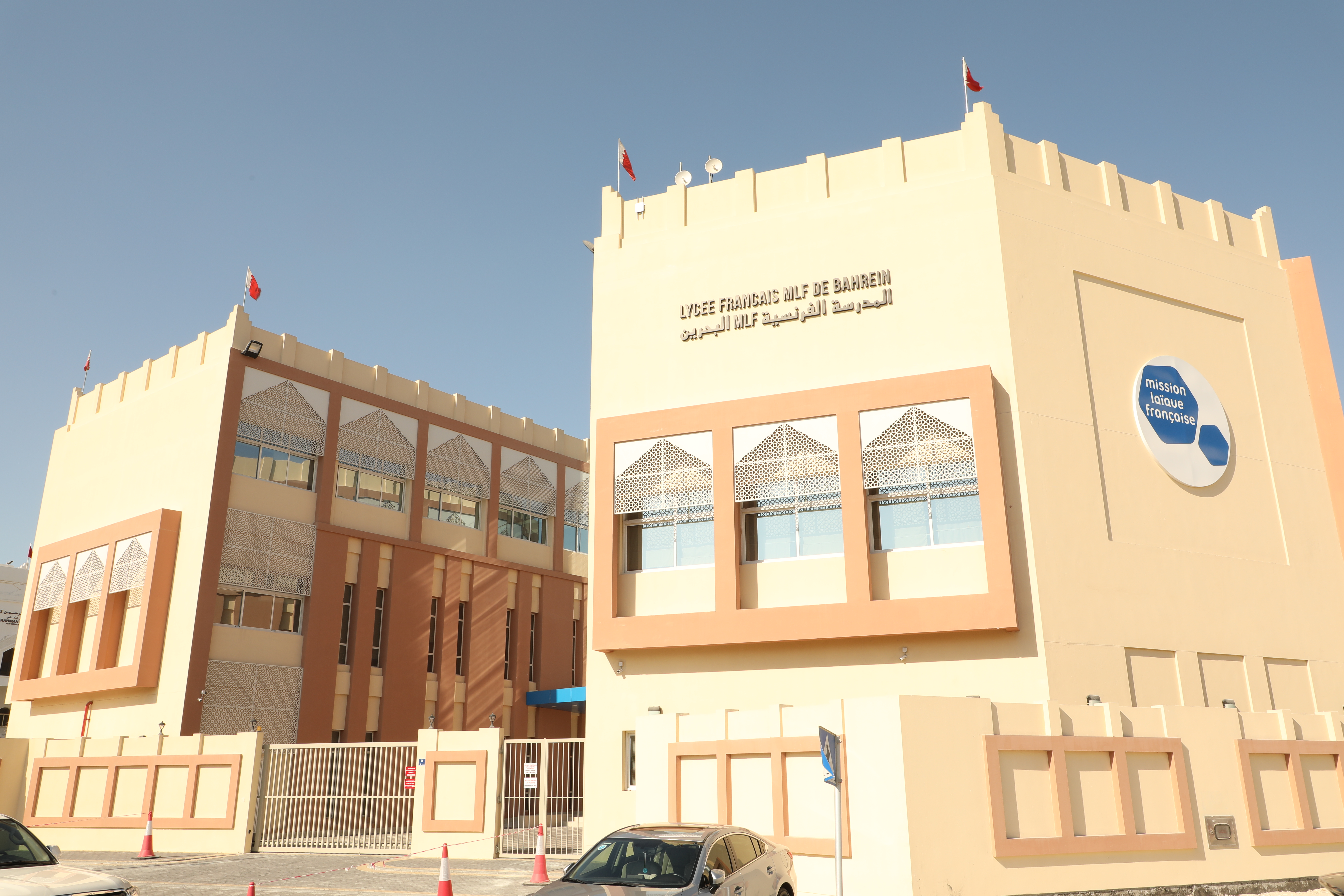
Французская школа в Бахрейне

В дополнение к государственной системе образования существует сорок восемь частных и религиозных школ. В Бахрейне в 1988–1989 учебном году было 6400 учителей, из которых 65 процентов были коренными бахрейнцами. Самую большую группу иностранных учителей составляли египтяне. В Бахрейне также находится школа Святого Кристофера, которую Guardian назвал одной из восьми лучших международных школ в мире, это единственная школа на Ближнем Востоке, попавшая в этот список.
В октябре 2021 года Международная школа Аль-Хекма подписала Соглашение Шарака с Американским университетом Шарджи, чтобы побудить студентов из разных социально-экономических слоёв рассматривать возможность получения частичных стипендий.

## Высшее образование
В 1927 году первая группа бахрейнцев, получающая университетское образование, поступила в Американский университет Бейрута в Ливане. Первое высшее учебное заведение в Бахрейне, Политехнический институт Персидского залива, было основано в 1968 году как Технический колледж Персидского залива. В 1984 году Политехнический институт залива объединился с Университетским колледжем искусств, науки и образования (UCB), основанным в 1979 году, чтобы создать национальный университет, предлагающий степени бакалавра искусств и бакалавра наук. В 1991/92 учебном году в Бахрейнском университете обучалось более 4 тысяч студентов, половина из которых женщины.
Университет Королевства был основан в 2001 году и открыт в Эр-Рифа-эш-Шарки в 2004 году.
В 2008 году новый Бахрейнский политехнический институт открылся на месте старого кампуса Бахрейнского университета в городе Иса.
В 1993 году в Бахрейне было три вспомогательных высших учебных заведения. Колледж медицинских наук, основанный в 1976 году, предлагает обучение медицинским технологиям и программы обучения медсестёр. Учебный центр гостиничного и общественного питания предлагает профессиональные курсы в области управления и кулинарного искусства. Университет Персидского залива (AGU) был основан за пределами Рифы в 1984 году и финансируется шестью странами-членами ССАГПЗ. Однако строительство объектов AGU было отложено из-за снижения доходов от нефти во всех странах Персидского залива в середине 1980-х годов. Первый факультет, Медицинский колледж, открылся осенью 1989 года и дал медицинское образование 58 начинающим врачам. Планировалось завершение кампуса AGU на 2006 год; официальные лица ожидают, что AGU будет ежегодно принимать 5000 студентов, как только университет заработает в полную силу.
В 2010-х годах были созданы: Британский университет Бахрейна в 2018 году и Американский университет Бахрейна в 2019 году.